# バター犬
バター犬（バターけん、バターいぬ）とは、女性のマスターベーションの補助として利用されている犬のことを指す。成年向け漫画や一部のアダルトビデオで行われる。

## 概要
女性が着衣を脱ぎ、乳首や陰部にバターを塗り、犬に舐めさせる行為。これを繰り返すうちに、犬はバターを塗らずとも飼い主が裸になって股を開いただけで、陰部を舐めるようになることもある。犬のように何万年もにわたり人間によって家畜化されてきた動物の場合、頭を撫でる、微笑んでやるなど、犬との社会的なやりとりが、バターを塗ることに代わる報酬となる場合もある。

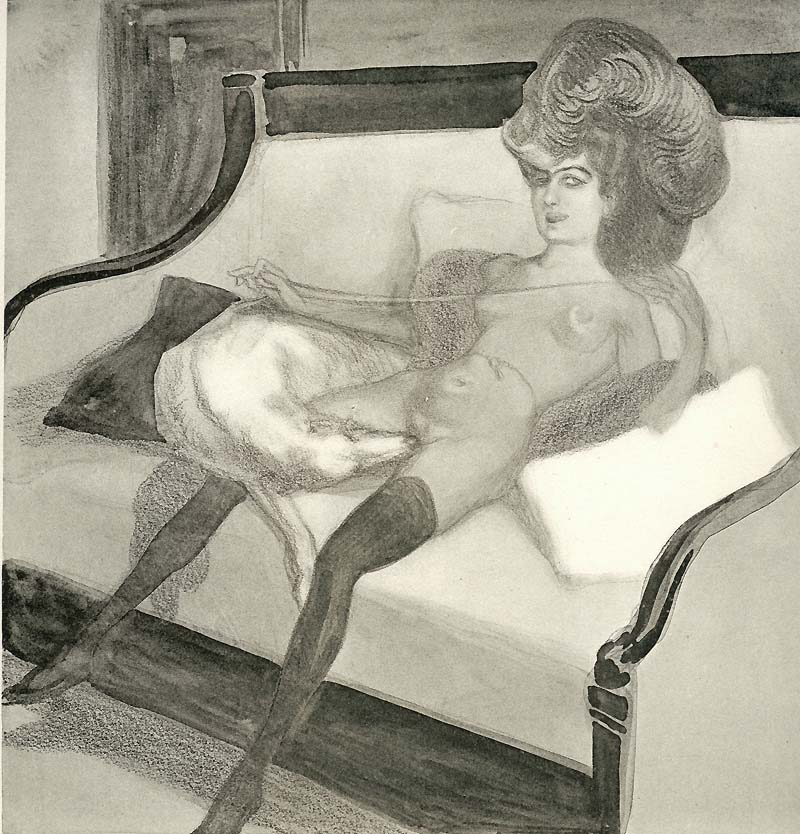
フランツ・フォン・バイロスが描いたデカダンスの絵

谷岡ヤスジの漫画作品中に登場するキャラクターの犬が初出として知られる。一般的な愛らしい犬のイメージとは全く異なり、女性の股間を激しく舐め上げる行為に代表されるように、下品・下劣なキャラクターとして描かれた。「犬」とは他人を見下すときに日本語で使われる表現であり、いわゆる「エロおやじ」を見下し批判する、氏独自の表現であった。
女性の性器を舐める犬の絵は退廃主義芸術の世界で1900年代初頭に描かれていた。
バター犬が行う行為はDog cunnilingusと呼ばれ欧米ではポルノの一つとして存在している。